# Wahl des deutschen Bundespräsidenten 1999
- PDS: 65
- SPD: 565
- Grüne: 96
- CDU/CSU: 547
- FDP: 56
- REP: 7
- DVU: 2

Am 23. Mai 1999 wählte die 11. Bundesversammlung Johannes Rau, der fünf Jahre zuvor gegen Roman Herzog unterlegen war, zum achten deutschen Bundespräsidenten. SPD-Parteichef Oskar Lafontaine hatte Rau das Versprechen gegeben, seine Wahl zum Bundespräsidenten zu forcieren, wenn er als Ministerpräsident von Nordrhein-Westfalen zurücktrete. Trotz des Rücktritts Lafontaines im März 1999 blieb Rau SPD-Kandidat. Er konnte mit seiner Wahl rechnen, da SPD und Grünen zur absoluten Mehrheit in der Bundesversammlung nur wenige Stimmen fehlten und er überdies auch Sympathien in der FDP genoss.  Eine Wahl Raus spätestens im dritten Wahlgang, in dem eine relative Mehrheit reicht, galt als wahrscheinlich. Letztlich setzte er sich im zweiten Wahlgang mit 690 Stimmen durch und erhielt 20 mehr als in diesem nötig.
Die CDU und CSU hatten in Anbetracht der offensichtlich nicht zu gewinnenden Wahl die Ilmenauer Professorin Dagmar Schipanski nominiert, die dann Wissenschaftsministerin in Thüringen wurde.
Die PDS hatte Uta Ranke-Heinemann aufgestellt, eine Tochter des ehemaligen Bundespräsidenten Gustav Heinemann und Tante von Johannes Raus Ehefrau Christina Rau.

## Bundesversammlung
Die Bundesversammlung wurde gemäß § 8 BPräsWahlG erstmals von einem Ostdeutschen, dem Präsidenten des Bundestages, Wolfgang Thierse, geleitet.
Nach Art. 54 Abs. 5 GG ist gewählt, wer im ersten oder zweiten Wahlgang „die Stimmen der Mehrheit der Mitglieder der Bundesversammlung erhält“. 1999 waren hierzu 670 Stimmen notwendig. In dem weiteren 3. Wahlgang ist der Kandidat mit den meisten Stimmen gewählt. In der Bundesversammlung verfügte die SPD mit 565 Sitzen zum ersten und bislang einzigen Mal über die meisten Delegierte in der Bundesversammlung. Zusammen mit ihrem Koalitionspartner Bündnis 90/Die Grünen mit ihren 96 Delegierten nominierte sie Johannes Rau, dem nur 9 Sitze zur absoluten Mehrheit fehlten. Die CDU/CSU verfügte über 547 Delegierten und nominierte Dagmar Schipanski. Diese hatte trotz der Unterstützung der FDP mit ihren 56 Delegierten im ersten Wahlgang kaum eine Chance gewählt zu erden. Gleiches galt für Uta Ranke-Heinemann, die von der PDS nominiert wurde. Im zweiten Wahlgang befreite die FDP-Führung ihre Delegierten vom Fraktionszwang und ermöglichte so die Wahl Raus im zweiten Wahlgang.
| Partei       | Partei | Mitglieder | Mitglieder | Mitglieder |
| Partei       | Partei | Bund       | Länder     | gesamt     |
| ------------ | ------ | ---------- | ---------- | ---------- |
| SPD          |        | 298        | 267        | 565        |
| CDU/CSU      |        | 245        | 302        | 547        |
| Grüne        |        | 47         | 49         | 96         |
| PDS          |        | 36         | 29         | 65         |
| FDP          |        | 43         | 13         | 56         |
| Republikaner |        | –          | 7          | 7          |
| DVU          |        | –          | 2          | 2          |
| Gesamt       | Gesamt | 669        | 669        | 1038       |

## Ergebnis
| Berlin, 23. Mai 1999 – Gesamtstimmenzahl 1338 – absolute Mehrheit 670 | Berlin, 23. Mai 1999 – Gesamtstimmenzahl 1338 – absolute Mehrheit 670 | Berlin, 23. Mai 1999 – Gesamtstimmenzahl 1338 – absolute Mehrheit 670 | Berlin, 23. Mai 1999 – Gesamtstimmenzahl 1338 – absolute Mehrheit 670 | Berlin, 23. Mai 1999 – Gesamtstimmenzahl 1338 – absolute Mehrheit 670 | Berlin, 23. Mai 1999 – Gesamtstimmenzahl 1338 – absolute Mehrheit 670 | Berlin, 23. Mai 1999 – Gesamtstimmenzahl 1338 – absolute Mehrheit 670 |
| Wahlgang                                                              | Kandidat                                                              | Stimmenzahl                                                           | Anteil                                                                | Partei                                                                | Partei                                                                | Unterstützung                                                         |
| --------------------------------------------------------------------- | --------------------------------------------------------------------- | --------------------------------------------------------------------- | --------------------------------------------------------------------- | --------------------------------------------------------------------- | --------------------------------------------------------------------- | --------------------------------------------------------------------- |
| 1. Wahlgang                                                           | Johannes Rau                                                          | 657                                                                   | 49,1 %                                                                |                                                                       | SPD                                                                   | SPD, Grüne                                                            |
| 1. Wahlgang                                                           | Dagmar Schipanski                                                     | 588                                                                   | 43,9 %                                                                |                                                                       | Parteilos                                                             | CDU/CSU, FDP                                                          |
| 1. Wahlgang                                                           | Uta Ranke-Heinemann                                                   | 69                                                                    | 5,2 %                                                                 |                                                                       | Parteilos                                                             | PDS                                                                   |
| 1. Wahlgang                                                           | Enthaltungen                                                          | 17                                                                    | 1,2 %                                                                 |                                                                       |                                                                       |                                                                       |
| 1. Wahlgang                                                           | Ungültige Stimmen                                                     | 2                                                                     | 0,2 %                                                                 |                                                                       |                                                                       |                                                                       |
| 1. Wahlgang                                                           | Keine Stimmabgabe                                                     | 5                                                                     | 0,4 %                                                                 |                                                                       |                                                                       |                                                                       |
| 2. Wahlgang                                                           | Johannes Rau                                                          | 690                                                                   | 51,6 %                                                                |                                                                       | SPD                                                                   | SPD, Grüne                                                            |
| 2. Wahlgang                                                           | Dagmar Schipanski                                                     | 572                                                                   | 42,8 %                                                                |                                                                       | Parteilos                                                             | CDU/CSU                                                               |
| 2. Wahlgang                                                           | Uta Ranke-Heinemann                                                   | 62                                                                    | 4,6 %                                                                 |                                                                       | Parteilos                                                             | PDS                                                                   |
| 2. Wahlgang                                                           | Enthaltungen                                                          | 8                                                                     | 0,5 %                                                                 |                                                                       |                                                                       |                                                                       |
| 2. Wahlgang                                                           | Ungültige Stimmen                                                     | 1                                                                     | 0,1 %                                                                 |                                                                       |                                                                       |                                                                       |
| 2. Wahlgang                                                           | Keine Stimmabgabe                                                     | 5                                                                     | 0,4 %                                                                 |                                                                       |                                                                       |                                                                       |
| Damit war Johannes Rau zum Bundespräsidenten gewählt.                 |                                                                       |                                                                       |                                                                       |                                                                       |                                                                       |                                                                       |